# Ribeirão do Pinhal
Ribeirão do Pinhal là một đô thị thuộc bang Paraná, Brasil. Đô thị này có diện tích 375 km², dân số năm 2007 là 13666 người, mật độ 36,4 người/km².